# Fischzüge
Fischzüge ist eine zweiteilige Spielfilmproduktion des Fernsehens der DDR aus dem Jahr 1975, die unter der Regie von Günter Stahnke durch das DEFA-Studio für Spielfilme (Potsdam-Babelsberg) entstand. Der Film basiert auf Motiven des gleichnamigen Romans von Lothar Höricke und thematisiert die Begleitumstände und Einflüsse der Hochseefischerei auf das Privatleben der Seeleute. Beide Teile wurden am 13. Juli 1975 im 1. Programm des DDR-Fernsehens erstmals ausgestrahlt.

## Hintergrund
- Die Dreharbeiten fanden in Zusammenarbeit mit dem Fischkombinat Rostock statt.
- Die Schauspielerin Helga Piur, die im Film die Rolle der Renate spielt, war gleichzeitig auch die Synchronstimme von Hauptdarstellerin Ewa Borowik.[3]
- Der DDR-Kammersänger Siegfried Vogel singt im zweiten Film zwar die Arie des Figaro, dargestellt wird der Opernsänger aber durch den Schauspieler Klaus Ellinger.[3]
- Das eingesetzte Bildformat ist 1,33:1 (4:3).
- Der komplette Film hat in seiner Endfassung eine Länge von 4246 Meter (Teil 1: 1946 Meter, Teil 2: 2300 Meter).[3]
- An der Produktion des Films waren laut Abspann weiterhin folgende Personen beteiligt:
  - Szenarium: Lothar Höricke
  - Dramaturg: Manfred Petzold
  - Szenenbild: Georg Kranz
  - Bauausführung: Willi Schäfer, Werner Henseler
  - Kostüme: Lydia Fiege
  - Masken: Gerhard Petri, Margot Raatzke, Anita Hering
  - Ton: Edgar Nitzsche
  - Mischton: Gerhard Ribbeck
  - Kamera-Assistenz: Alexander Kühn, Dieter Lück
  - Regie-Assistenz: Gunter Scholz, Rosemarie Remlinger
  - Aufnahmeleitung: Werner Langer, Eberhard Schulze
  - Produktionsleitung: Willi Teichmann

## DVD-Veröffentlichungen
- 2014: Fischzüge (DVD aus der Reihe: DDR TV-Archiv, Icestorm Distribution GmbH, FSK 0, Laufzeit: 144 Minuten, Erscheinungstermin: 17. Februar 2014, EAN: 4028951490530)